# 弗留利地区卡普里瓦
弗留利地区卡普里瓦（義大利語：Capriva del Friuli）是意大利戈里齐亚省的一个市镇。总面积6.22平方公里，人口1735人，人口密度278.9人/平方公里（2009年）。ISTAT代码为031001。